# Iglesia de San Lucas (Jerez de la Frontera)
El Santuario Diocesano del Evangelista Señor San Lucas se ubica en la Plaza de San Lucas, en el barrio de San Lucas, dentro del centro histórico de Jerez de la Frontera (Andalucía, España). Construida en época medieval, experimentó grandes modificaciones durante el barroco. Cuenta con capillas primitivas, añadidos barrocos y retablos de gran belleza, lo que le ha llevado a ser inscrita como Monumento en el Catálogo General del Patrimonio Histórico Andaluz.

## Historia
La iglesia de San Lucas es una de las Iglesias del repartimiento, tras la Reconquista de la ciudad por parte de Alfonso X El Sabio. Está asentada sobre una de las mezquitas del antiguo Jerez andalusí.
La fecha de su construcción es incierta, aunque algunos autores la colocan en el siglo XV.
En su interior alberga un panteón con jerezanos ilustres, como Don Pedro de Benavente y Cabeza de Vaca
Gonzalo de Padilla, párroco de la Iglesia en 1606 escribe un importante obra denominada Historia de Xerez de la Frontera.
La Iglesia es sede canónica de la Cofradía de Dolores - Hermandad de las Tres Caídas, quien tiene el usufructo de la misma. 
Proclamada Santuario Diocesano en octubre de 2015.
En 2021 se restaura su retablo

## Estilo
La iglesia es de estilo mudéjar, pero debido a los grandes cambios experimentados durante la segunda quincena del siglo XVIII, su interior se podría clasificar de principalmente barroco.
- Exterior

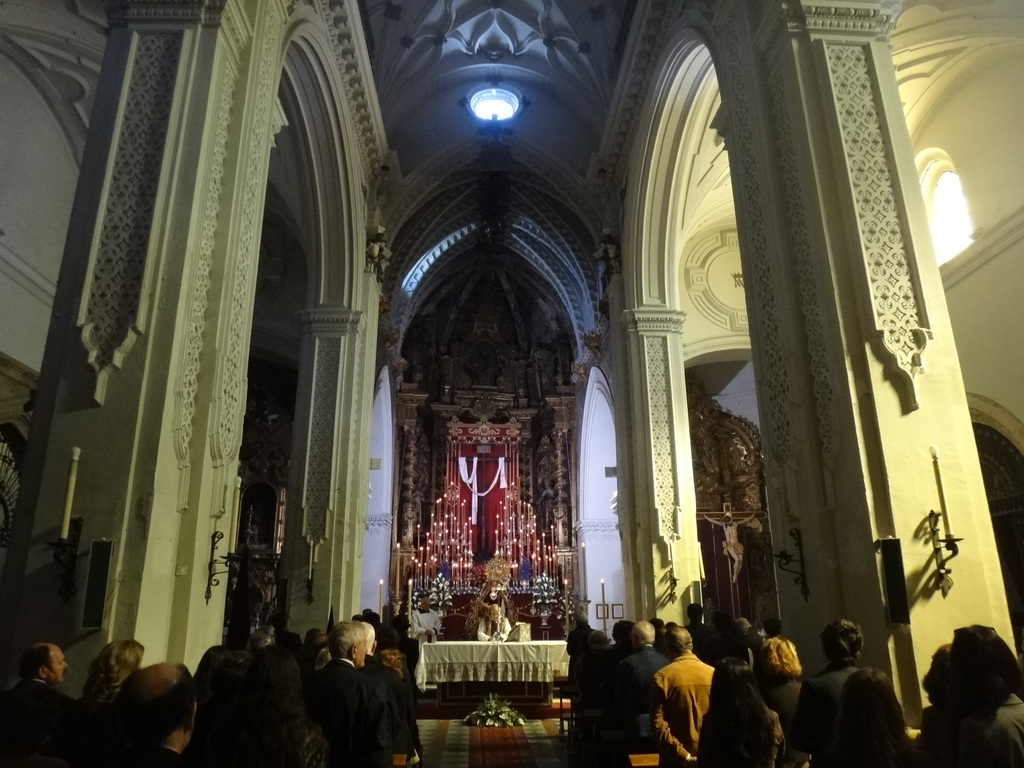
Interior

A la portada principal se accede por una escalinata que articula el templo con la plaza. En la parte superior de la fachada se representa al titular, San Lucas Evangelista. Este icono al evangelista se muestra en San Lucas al igual que con el resto de iglesias-mezquitas dedicadas a evangelistas del casco histórico de Jerez (San Marcos, San Juan de los Caballeros y San Mateo).
Pese a los cambios en el exterior a lo largo de los siglos, la puerta principal puede considerarse aún conservada según trazos primitivos.
- Interior

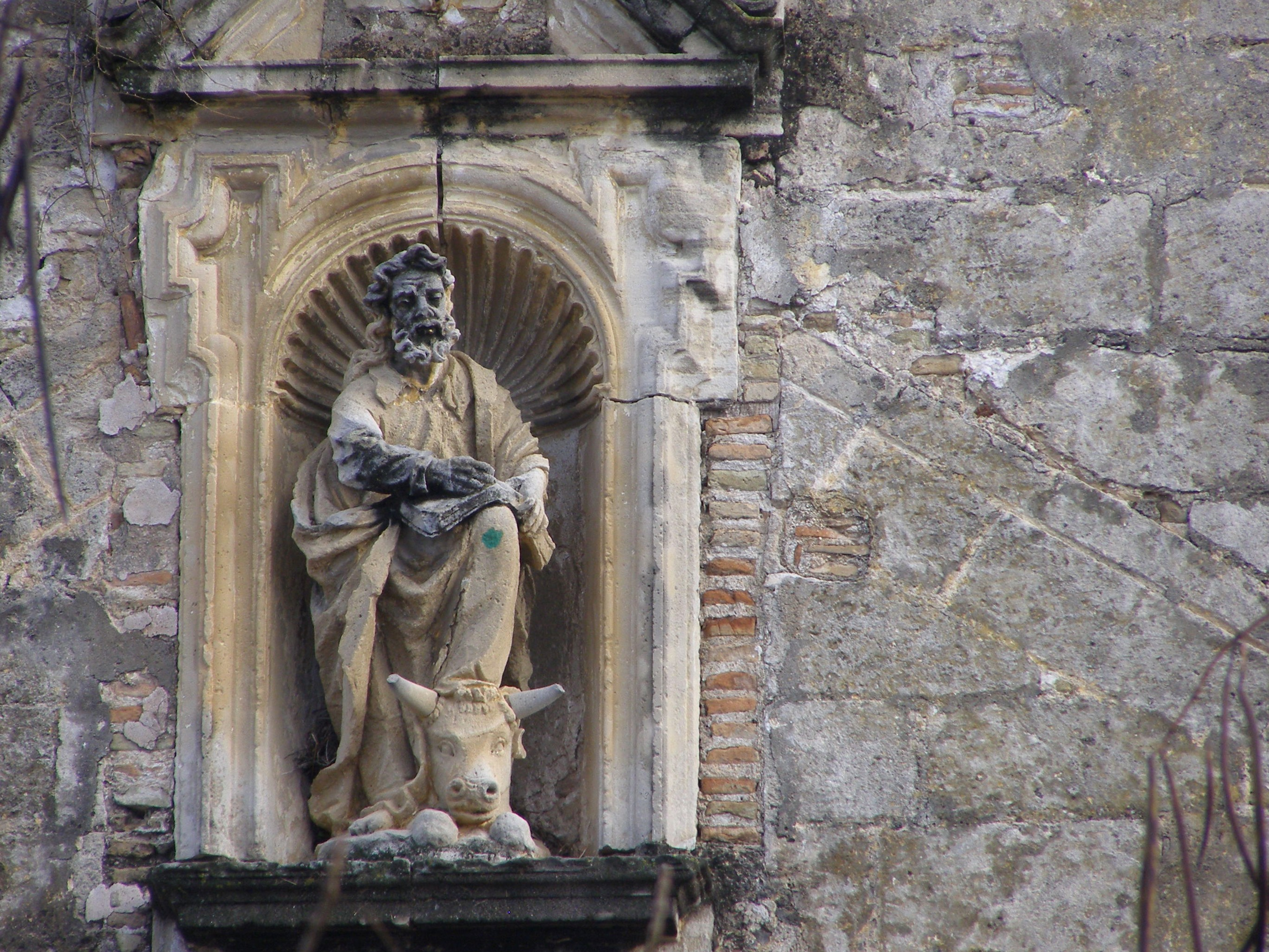
Detalle del evangelista con el símbolo bíblico del buey.

El interior cuenta con tres naves con yeserías que cubren la primitiva obra mudéjar
El retablo mayor, barroco, es obra de Francisco López (1723). Está presidido por una imagen de la Virgen de Guadalupe donada al templo por Alfonso XI. Esto se debe a que, según códices, de una Virgen de Guadalupe fue autor el propio San Lucas el siglo I del cristianismo, estando la imagen con el evangelista en el momento de su muerte en Acaya (Asia Menor).
El altar mayor también tiene frescos del siglo XVIII.
Capillas
En la iglesia destacan las siguientes capillas:
- Capilla de Santa Ana. En la cabecera de la iglesia, conserva rasgos claramente mudéjares. Retablo del siglo XVIII
- Capilla de Ánimas. De estilo gótico, posee un retablo que es obra de Francisco Camacho de Mendoza (1725).

## Conservación

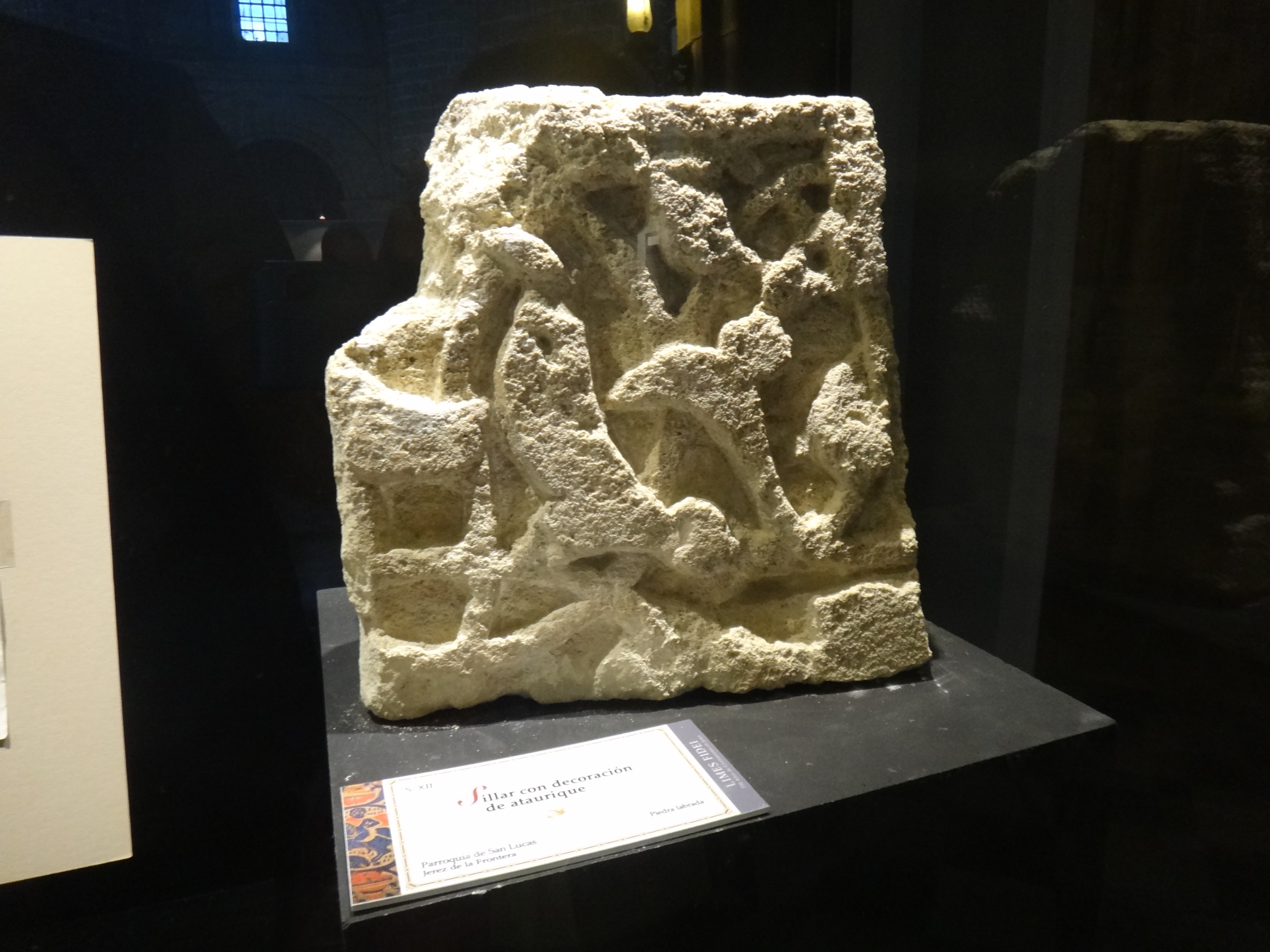
Sillar con decoración de ataurique

A pesar de los esfuerzos conservacionistas de la Cofradía de Dolores - Hermandad de las Tres Caídas, el estado de conservación de la iglesia no es el adecuado, encontrándose diversas grietas en el templo. En 2018 se anunció un proyecto de restauración
Además diversas obras en su entorno (entre ellas la inacabada Ciudad del Flamenco) descubrieron yacimientos romanos en su alrededor, pero también provocaron desprendimientos en el interior del templo. En ese mismo año, 2011, la iglesia fue declarada Bien de Interés Cultural.
La Cofradía también tiene iniciado el proyecto de restauración de Nuestra Señora de Guadalupe, titular de la hermandad y que Alfonso XI entregó a la ciudad tras la batalla del Salado.
En 2019 se realiza una profunda obra para conservar la fachada.

## Galería

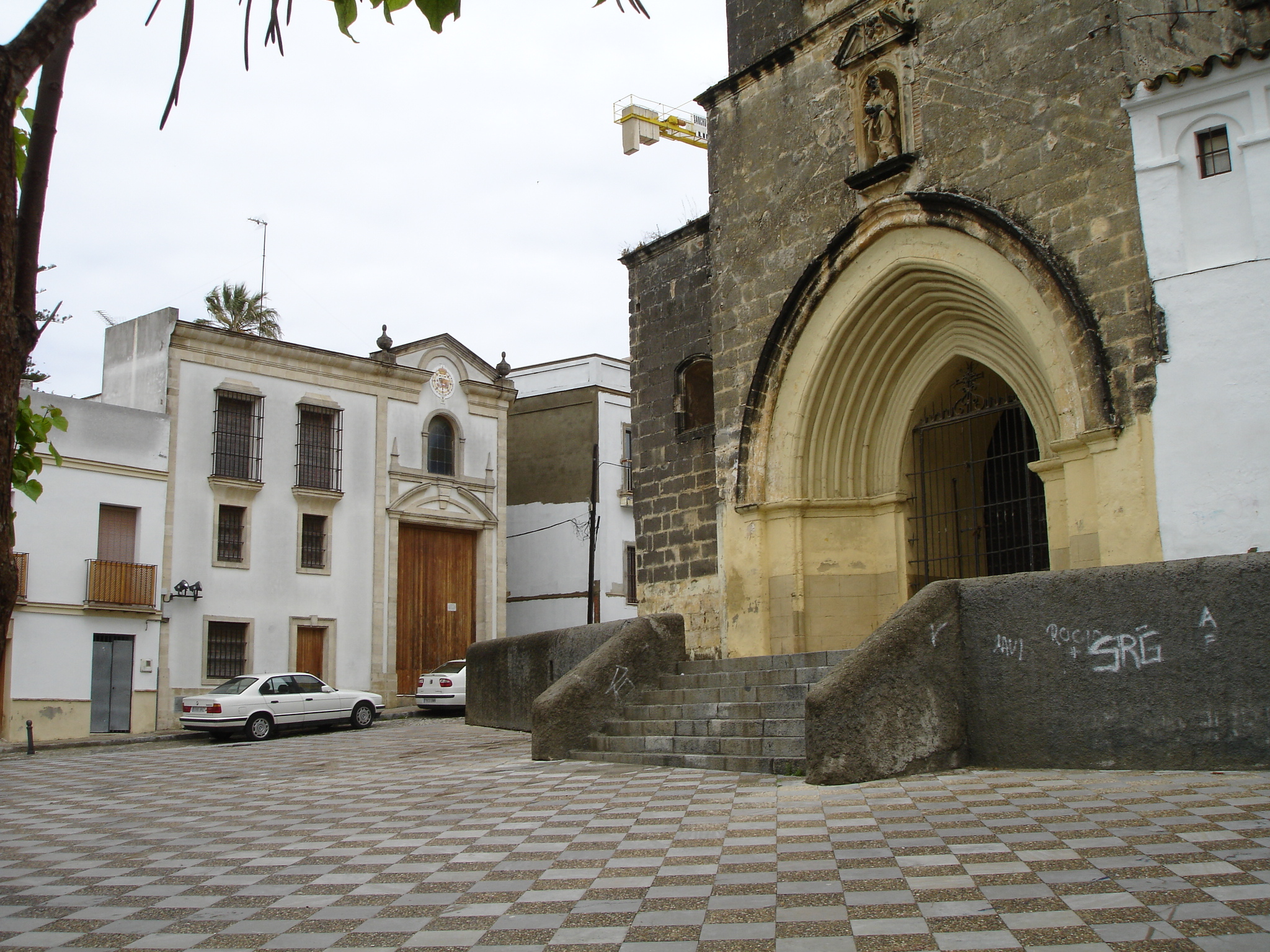
Plaza de San Lucas.
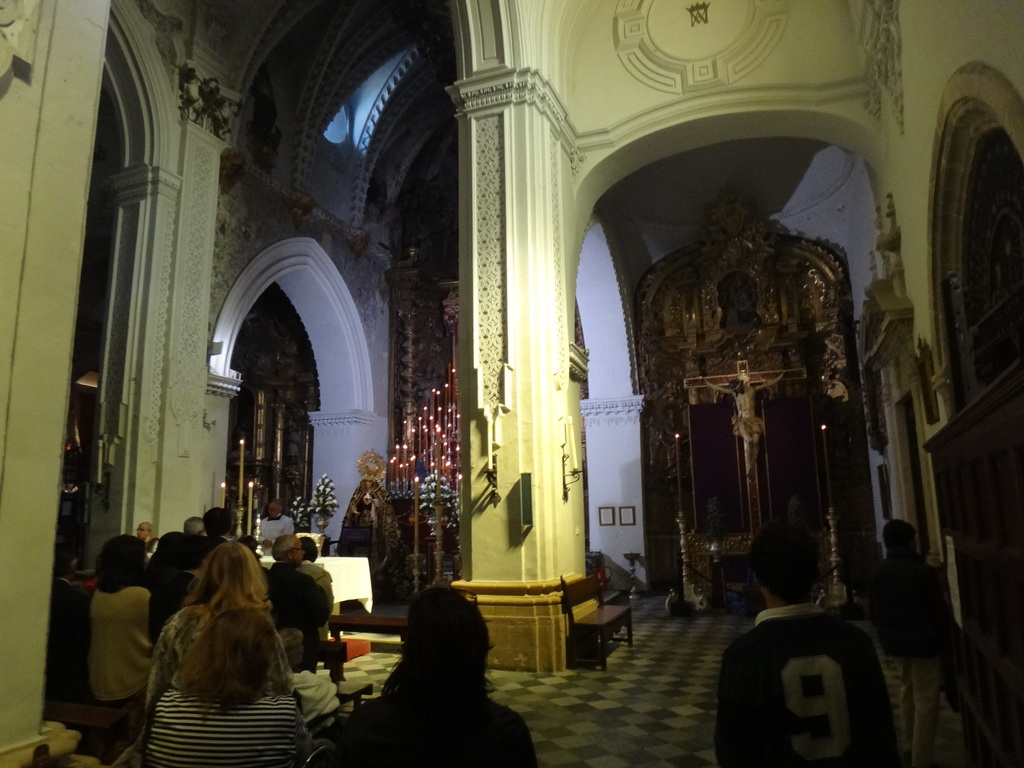
Interior.
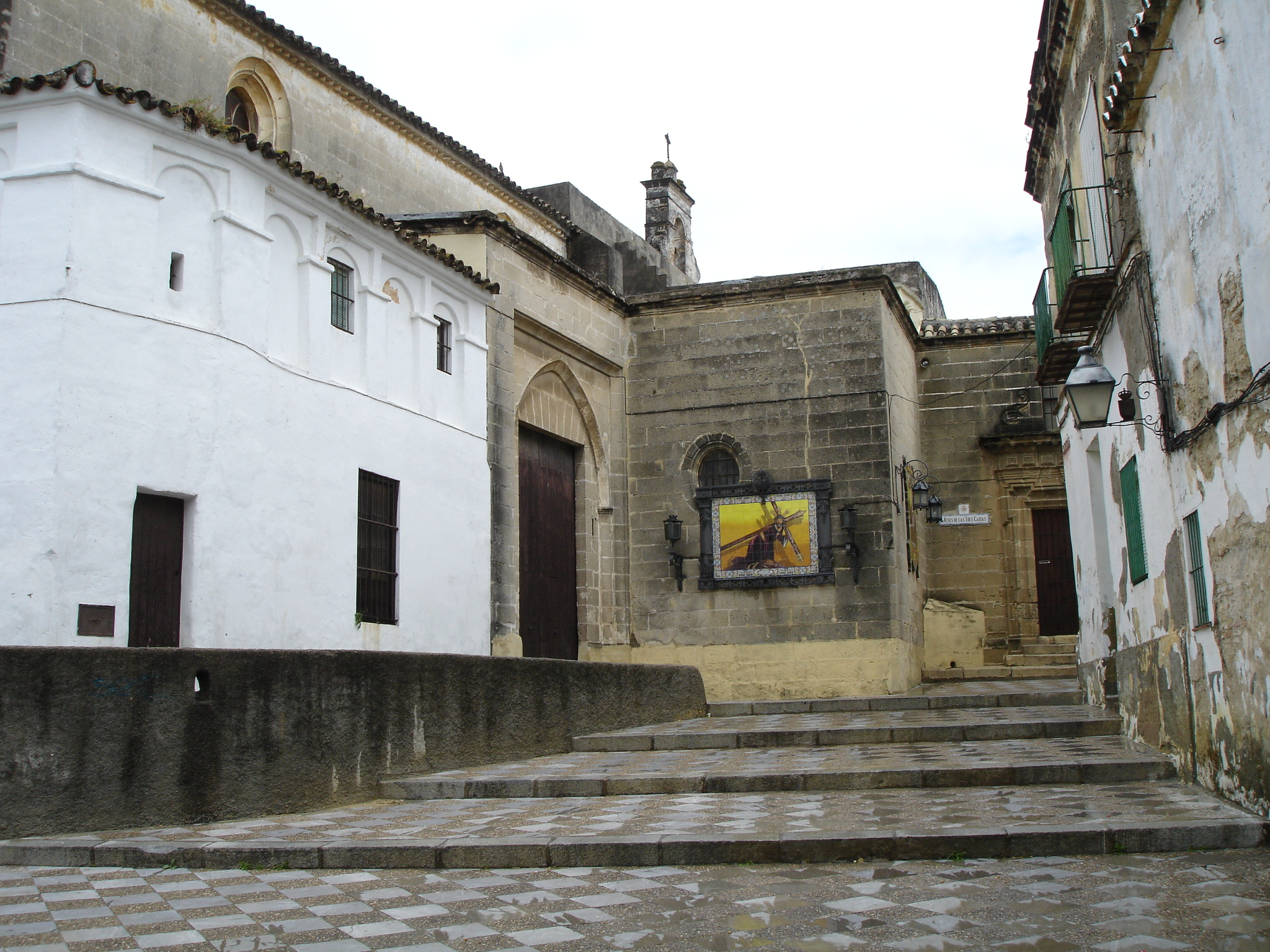
Lateral de la iglesia.
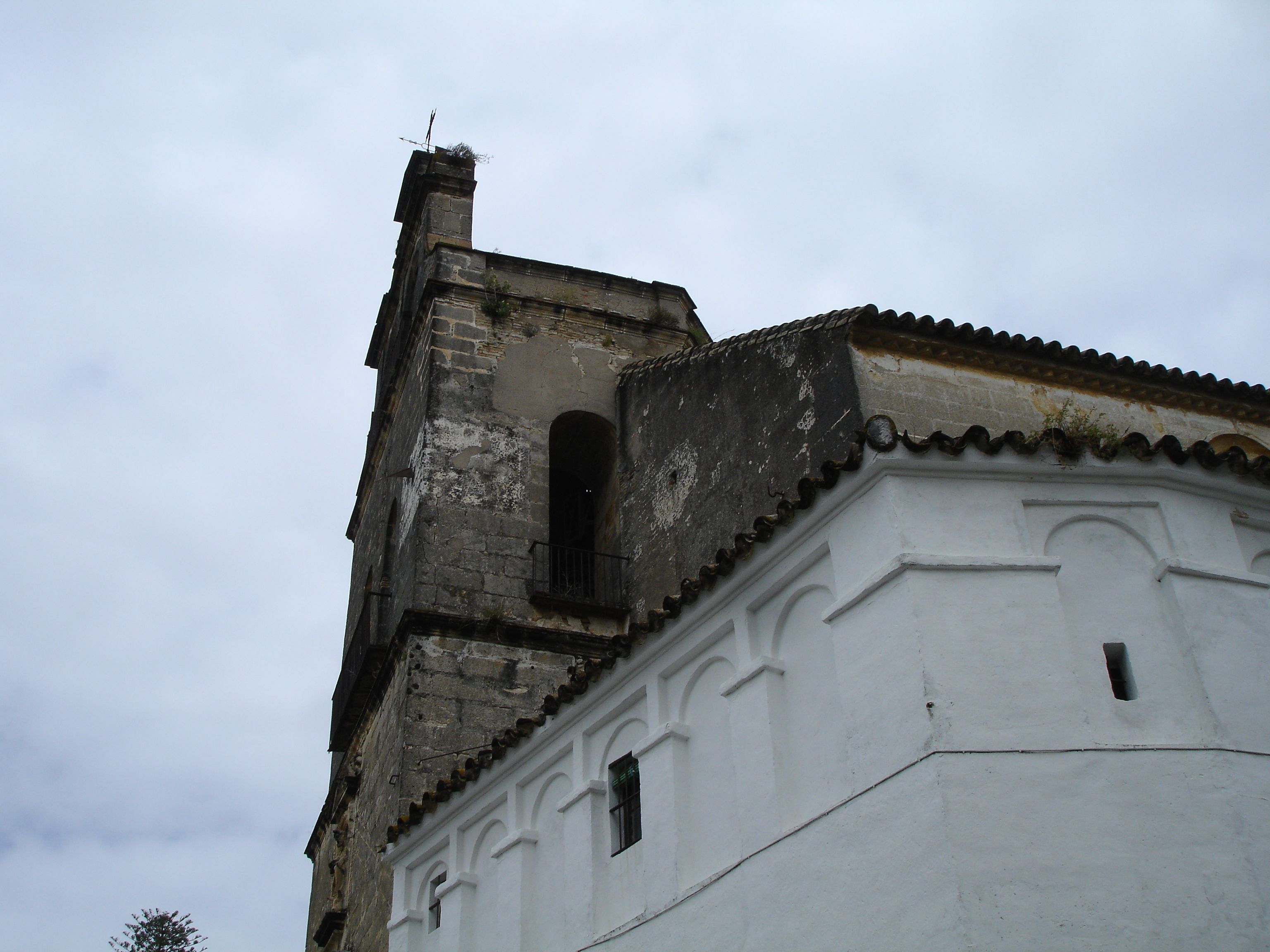
Detalle de la torre.
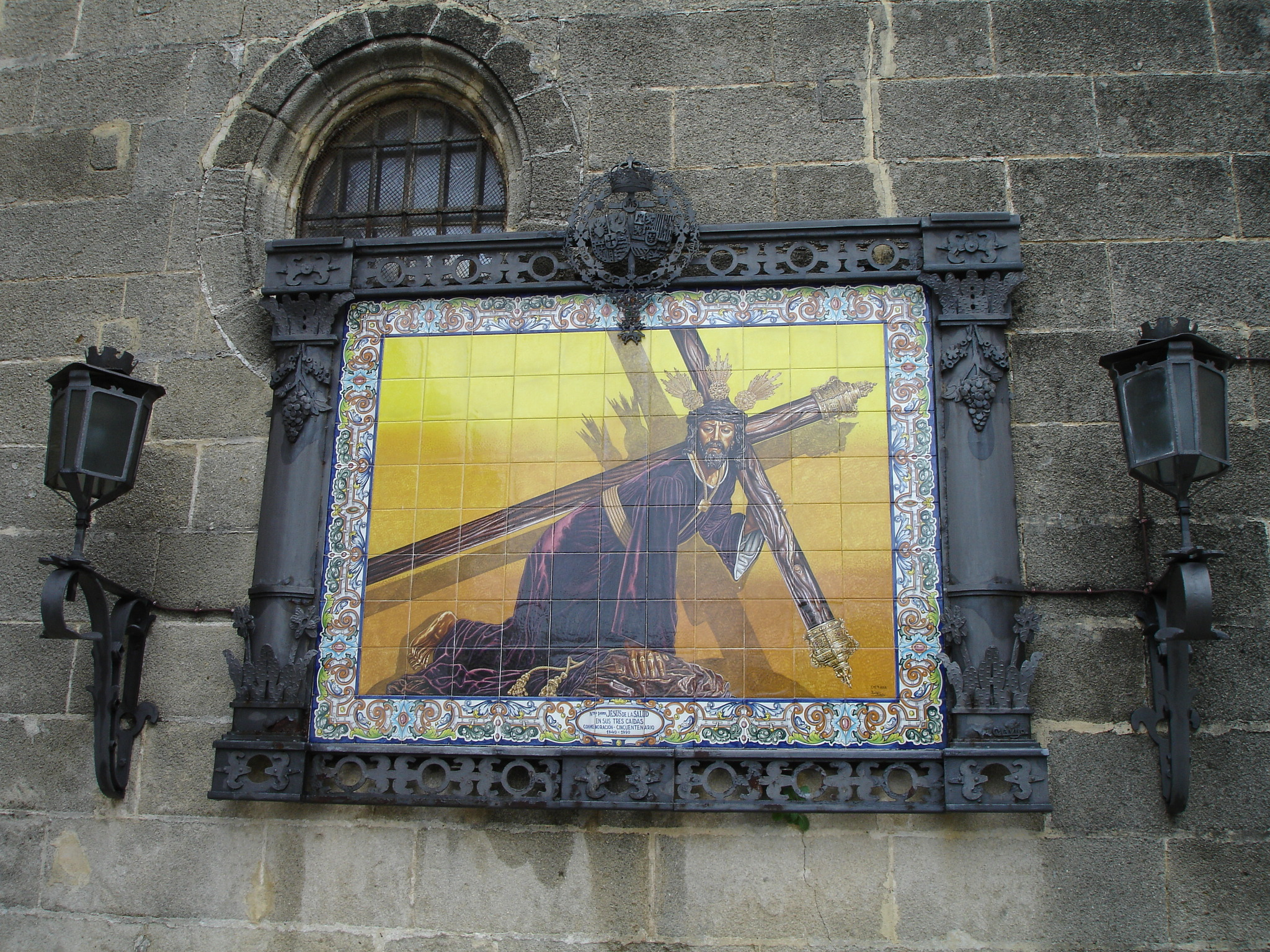
Azulejo.

## Fuente
- El contenido de este artículo incorpora material de una entrada de Cadizpedia, publicada en castellano bajo la licencia de documentación libre de GNU.